# Provinz Biskra
Die Provinz Biskra (arabisch ولاية بسكرة, DMG Wilāyat Biskira, tamazight ⴰⴳⴻⵣⴷⵓ ⵏ ⴱⴻⵙⴽⵔⴰ Agezdu n Beskra) ist eine Provinz (wilaya) im östlichen Algerien.
Die Provinz hat eine Fläche von 21.094 km² und liegt nahe der Grenze zu Tunesien im Übergangsgebiet zwischen dem dichtbevölkerten Norden und dem dünnbesiedelten Süden.
Rund 692.000 Menschen (Schätzung 2006) bewohnen die Provinz, die Bevölkerungsdichte beträgt somit 33 Einwohner pro Quadratkilometer.
Hauptstadt der Provinz ist Biskra.
Die Familie des französischen Chanson-Sängers Slimane Nebchi, der beim Eurovision Song Contest 2024 für Frankreich den vierten Platz belegte, stammt aus dem Ort Bouchagroune.